# César Auguste Récluz

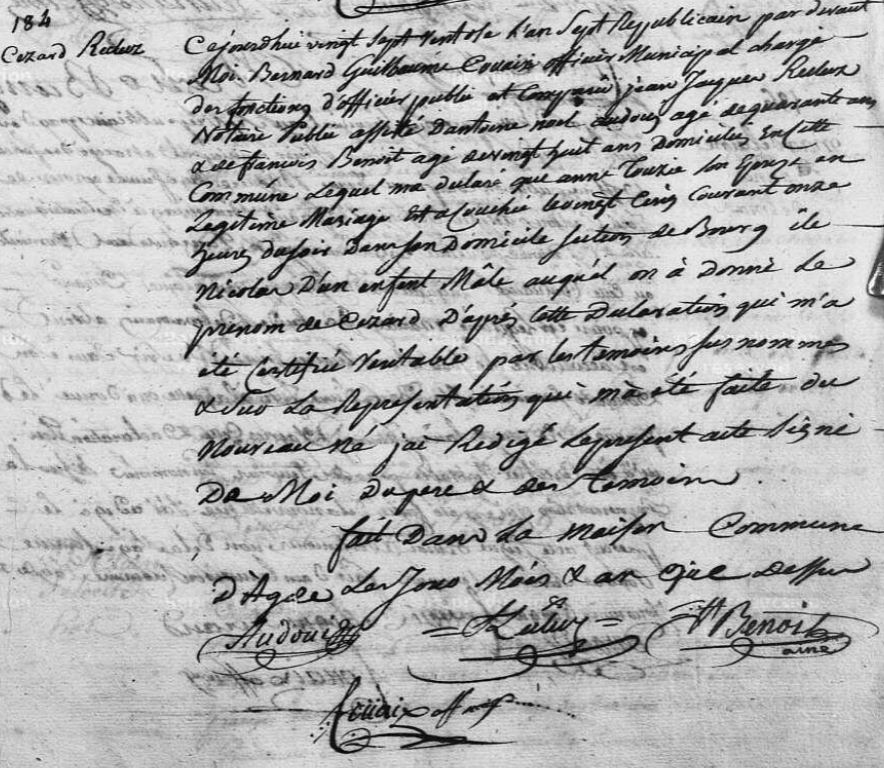
Geburtseintrag von César Auguste Récluz

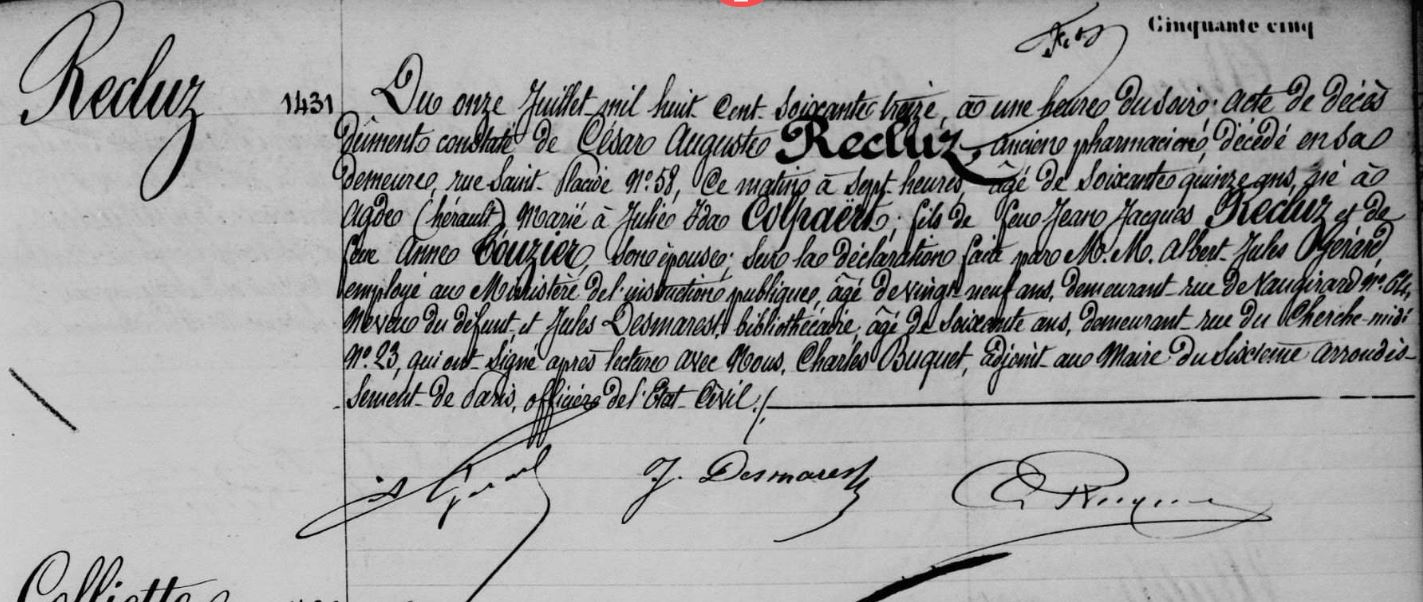
Sterbeeintrag von César Auguste Récluz

César Auguste Récluz, oft irrtümlich Constant A. Récluz (* 17. März 1799 in Agde; † 11. Juli 1873 im 6. Arrondissement in Paris), war ein französischer Apotheker und Malakologe.

## Leben und Wirken
Sein Vater Jean Jacques Récluz war zwischen 1787 und 1822 als Notar tätig. Seine Mutter hieß Anne geb. Couzier. Sein älterer Bruder Jean Antoine Récluz erweckte in César die Liebe für die Conchologie. Deshalb widmete er ihm 1844 den Namen Fasciolaria Antonii, der heute als Synonym für Australaria australasia (Perry, 1811) gilt.
1823 war er Auszubildender bei der Apotheke des öffentlichen Gesundheitswesens in Lyon. Bereits 1825 nennt er sich junger Apotheker und korrespondierendes Mitglied der Société de Pharmacie. Seit 1828 lebte Récluz als Apotheker in Vaugirard (heute Teil von Paris) und war korrespondierendes Mitglied der Société de Chemie médicale.
Récluz erstbeschrieb über 200 Arten von Kahnschnecken (Neritidae).
Er beschrieb auch eine Conus-Art und benannte sie nach Benjamin Delessert, der später einen Großteil seiner Sammlung erwarb.
Ein weiterer französischer Conchyliensammler François Paul Récluz († 1868), dessen Sammlung 1869 zum Verkauf stand, war sein Bruder. Ihm widmete er 1843 Emarginula franciscana, da dieser das Typusexemplar 1820 in Cap d’Agde gesammelt hatte.
In der Sitzung vom 15. November 1871 der Société linnéenne de Bordeaux bemerkte Charles des Moulins, dass Récluz während der Belagerung von Paris einen Schlaganfall erlitt und gelähmt war.

## Dedikationsnamen
Der Name der Gattung Recluzia Petit de la Saussaye, 1853 aus der Familie der Janthinidae wurde ihm gewidmet.
Auch einige Mollusken-Arten sind nach ihm benannt, wie Conus recluzianus (Bernardi, 1853), Paramya recluzi (Adams, 1864) oder die ausgestorbene Art Lozouetina recluzi (Cossmann, 1897). Elie Jean François Le Guillou nannte 1841 Clithon recluzianum und 1842 Albersia zonulata recluziana zu seinen Ehren. Ludwig Georg Karl Pfeiffer erstbeschrieb 1847 Drymaeus recluzianus.

Pisidum reclusianum Bourguignat, 1853 wird heute oft als Synonym zur Erbsenmuscheln-Art Pisidium amnicum (O. F. Müller, 1774) betrachtet. Syndosmya recluzii Deshaye, GP, 1857 gilt heute als Synonym für † Abra recluzii, Erycina recluzii Deshaye, GP, 1858 und Neverita reclusiana (Deshayes, GP, 1839) sind ihm ebenfalls gewidmet. Cyrena recluzii Prime, T, 1865 wird heute als Synonym für Polymesoda inflata (Philippi, RA, 1851) betrachtet. Vanicoro recluziana Adams, A & Angas, 1864 gilt heute als Synonym für Vanikoro sigaretiformis (Potiez & Michaud, 1838).

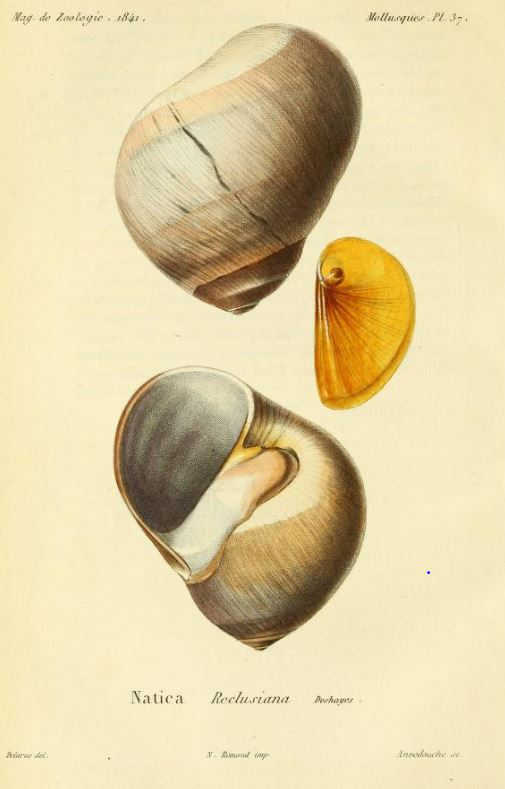
Neverita reclusiana illustriert von Jean Delarue und gestochen von Christophe Annedouche
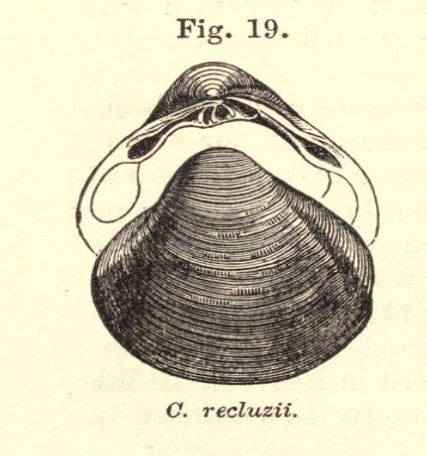
Cyrena recluzii illustriert von Edward Sylvester Morse als Teil der Erstbeschreibung
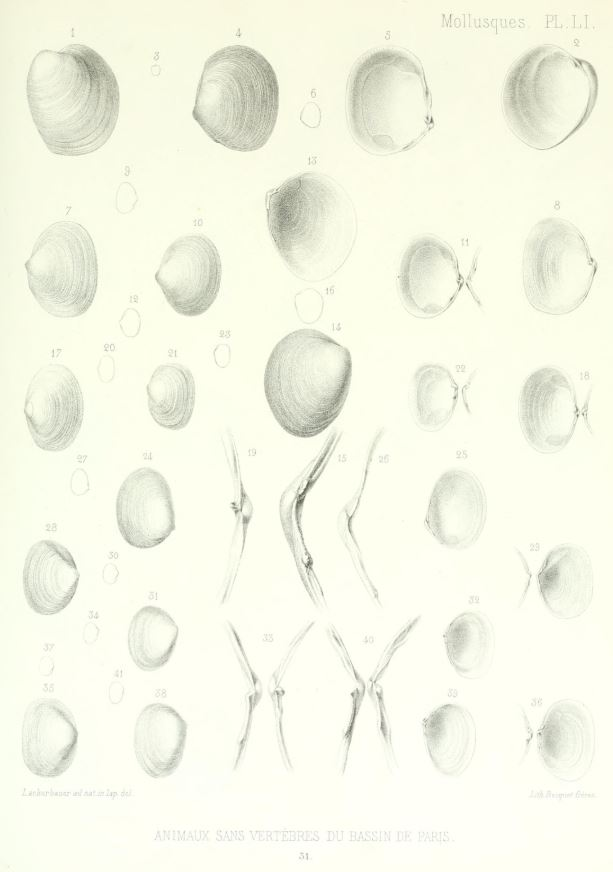
Erycina recluzii illustriert von Pierre Lackerbauer (1824–1872) (Abbildungen 17–20)
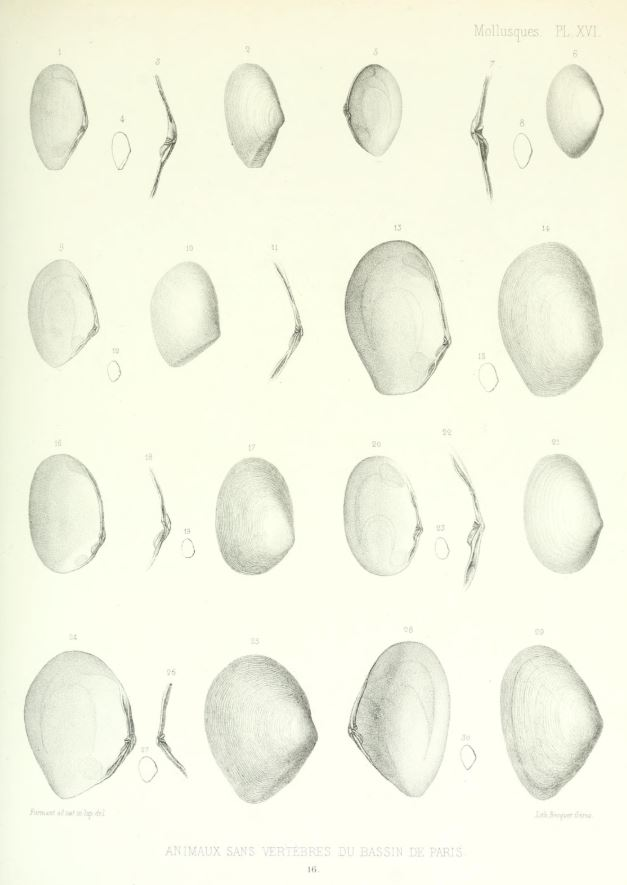
Abra recluzii illustriert von Henri Célestin Formant (Abbildungen 13–15)

## Mitgliedschaften
1841 wurde Recluz von Sauveur Abel Aubert Petit de la Saussaye als Mitglied Nummer 222 der Société Cuvierienne vorgestellt.

## Publikationen (Auswahl)
- Essai d'une nouvelle classification des extraits d'après la nature des principes immédiats les plus actifs qu'ils contiennent. In: Journal de pharmacie et des sciences accessoires. Band 9, 1823, S. 79–86 (gallica.bnf.fr).
- Essai d'une nouvelle classification des extraits d'après la nature des principes immédiats les plus actifs qu'ils contiennent. In: Journal de pharmacie et des sciences accessoires. Band 11, 1825, S. 379 (gallica.bnf.fr).
- Notes sur l'huile volatile du Géranium à ordeur de rose Pelargonium odoratissimum, var. odore rosato. In: Journal de pharmacie et des sciences accessoires. Band 13, 1827, S. 529–530 (gallica.bnf.fr).
- Des sucs végétaux aqueux en général. In: Journal de chimie médicale, de pharmacie et de toxicologie. Band 4, 1828, S. 65–83 (gallica.bnf.fr).
- Des sucs végétaux aqueux en général. In: Journal de chimie médicale, de pharmacie et de toxicologie. Band 4, 1828, S. 132–136 (gallica.bnf.fr).
- Des sucs végétaux aqueux en général. In: Journal de chimie médicale, de pharmacie et de toxicologie. Band 4, 1828, S. 181–186 (gallica.bnf.fr).
- Des sucs végétaux aqueux en général. In: Journal de chimie médicale, de pharmacie et de toxicologie. Band 4, 1828, S. 209–214 (gallica.bnf.fr).
- Des sucs végétaux aqueux en général. In: Journal de chimie médicale, de pharmacie et de toxicologie. Band 4, 1828, S. 336–341 (gallica.bnf.fr).
- Sur les habitudes Lampyris noctiluca L. In: Annales des sciences d'observation. Band 2, 1829, S. 299 (biodiversitylibrary.org).
- Tisane, ou remède de Fels, et manière de l'administrer. Pommade ophtalmique de Scherer. In: Journal de chimie médicale, de pharmacie et de toxicologie. Band 5, 1829, S. 549–552 (gallica.bnf.fr).
- Lettre: Sur la solubilité dans l'eau de l'acétate de potasse. In: Journal de chimie médicale, de pharmacie et de toxicologie et Revue des nouvelles scientifiques nationales et étrangères, par les membres de la Société de Chimie médicale (= 2). Band 1, 1835, S. 500 (gallica.bnf.fr).
- Pour la préparation de la gelée de mousse de Corse. In: Journal de chimie médicale, de pharmacie et de toxicologie et Revue des nouvelles scientifiques nationales et étrangères, par les membres de la Société de Chimie médicale (= 2). Band 4, 1838, S. 364–365 (gallica.bnf.fr).
- Emplâtre vésicatoire par incorporation. In: Journal de chimie médicale, de pharmacie et de toxicologie et Revue des nouvelles scientifiques nationales et étrangères, par les membres de la Société de Chimie médicale (= 2). Band 4, 1838, S. 365–366 (gallica.bnf.fr).
- Pommade de Dupuytren contre la chute des cheveaux. In: Journal de chimie médicale, de pharmacie et de toxicologie et Revue des nouvelles scientifiques nationales et étrangères, par les membres de la Société de Chimie médicale (= 2). Band 5, 1839, S. 238–240 (gallica.bnf.fr).
- Note sur la variété blanche et opaque du succin. In: Journal de chimie médicale, de pharmacie et de toxicologie et Revue des nouvelles scientifiques nationales et étrangères, par les membres de la Société de Chimie médicale (= 2). Band 5, 1839, S. 276–278 (gallica.bnf.fr).
- Description d'une Vitrine nouvelle (Vitrina sigaretina Récluz). In: Revue Zoologique par La Société Cuvierienne. Band 4, 1841, S. 70 (biodiversitylibrary.org).
- Description de quelques nouvelles espèces de Nérites vivantes. In: Revue Zoologique par La Société Cuvierienne. Band 4, 1841, S. 102–109 (biodiversitylibrary.org).
- Description de quelques nouvelles espèces de Nérites vivantes. In: Revue Zoologique par La Société Cuvierienne. Band 4, 1841, S. 177–182 (biodiversitylibrary.org).
- Description d'une Marginelle novelle. In: Revue Zoologique par La Société Cuvierienne. Band 4, 1841, S. 183 (biodiversitylibrary.org).
- Description de quelques nouvelles espèces de Nérites vivantes. In: Revue Zoologique par La Société Cuvierienne. Band 4, 1841, S. 273–278 (biodiversitylibrary.org).
- Observation sur le goût des Limaces pour les Champignons. In: Revue Zoologique par La Société Cuvierienne. Band 4, 1841, S. 307–308 (biodiversitylibrary.org).
- Description de quelques nouvelles espèces de Nérites vivantes. In: Revue Zoologique par La Société Cuvierienne. Band 4, 1841, S. 310–318 (biodiversitylibrary.org).
- Description de quelques nouvelles espèces de Nérites vivantes. In: Revue Zoologique par La Société Cuvierienne. Band 4, 1841, S. 337–343 (biodiversitylibrary.org).
- Prodome d'une monographie du genre Navicelle. In: Revue Zoologique par La Société Cuvierienne. Band 4, 1841, S. 369–382 (biodiversitylibrary.org).
- in Jean-Charles Chenu: Narice, Narica in Illustrations conchyliologiques: ou description et figures de toutes les coquilles connues vivantes et fossiles classées suivant le système de Lamarck. Band 1. A. Frank, Libraire, Paris 1842, S. 1–12 (biodiversitylibrary.org).
- in Jean-Charles Chenu: Ligule, Ligula in Illustrations conchyliologiques: ou description et figures de toutes les coquilles connues vivantes et fossiles classées suivant le système de Lamarck. Band 1. A. Frank, Libraire, Paris 1842, S. 1–4 (biodiversitylibrary.org).
- Description de neuf espèces de Nérites nouvelles, suivie d'observations sur les Nerita ternea et dubia. In: Revue Zoologique par La Société Cuvierienne. Band 5, 1842, S. 73–79 (biodiversitylibrary.org).
- Description de plusieurs espèces de Nérites nouvelles vivantes. In: Revue Zoologique par La Société Cuvierienne. Band 5, 1842, S. 177–184 (biodiversitylibrary.org).
- Observations sur la Neritina (Neripteron) gigas, Lesson. In: Revue Zoologique par La Société Cuvierienne. Band 5, 1842, S. 234–236 (biodiversitylibrary.org).
- Description d'un Lucine nouvelle. In: Revue Zoologique par La Société Cuvierienne. Band 5, 1842, S. 270 (biodiversitylibrary.org).
- Description de deux Coquilles nouvelles. In: Revue Zoologique par La Société Cuvierienne. Band 5, 1842, S. 305–307 (biodiversitylibrary.org).
- Recueil de Coquilles décrites par Lamarck, dans sa Histoire naturelle des animaux sans vertèbres, et non encore figurées; publié le M. le Baran Benj. Delessert (un Vol in-fol. sur papier vélin. Paris, 1841). In: Revue Zoologique par La Société Cuvierienne. Band 5, 1842, S. 319–322 (biodiversitylibrary.org).
- Descriptions of various species of Navicella, collected by Mr Cuming in the Philippine Islands. In: Proceedings of the Zoological Society of London. Band 10, 1842, S. 154–160 (biodiversitylibrary.org).
- Following descriptions of new species of Navicella, collected by Mr Cuming in the Philippine Islands. In: Proceedings of the Zoological Society of London. Band 10, 1842, S. 168–176 (biodiversitylibrary.org).
- G. Vitrine. Vitrina. Draparnaud. V. sigaretine. L. sigaretina Récluz. In: Magasin de zoologie, d'anatomie comparée et de palaeontologie, recueil destiné à faciliter aux Zoologistes des tous les pays les moyens de publier leur traveaux, les espèces nouvelles qu'ils possèdent, et les tenir surtout au courant des nouvelles découvertes et des progrès de la science (= 2 Mollusques). Band 4, 1842, S. 1–2 (biodiversitylibrary.org).
- Descriptions of a new species of the genus Naecica, discovered by Hugh Cuming, Esq. In: Proceedings of the Zoological Society of London. Band 11, 1843, S. 136–141 (biodiversitylibrary.org).
- Lettre de Récluz à Félix Édouard Guérin-Méneville. In: Annales de la Société entomologique de France (= 2). Band 1, 1843, S. XLVII–XLVII (gallica.bnf.fr).
- Description de coquilles nouvelles rapportées par M. Jehenne, officier supérieur de la marine royale. In: Revue Zoologique par La Société Cuvierienne. Band 6, 1843, S. 2–5 (biodiversitylibrary.org).
- Catalogue déscriptif de plusieurs nouvelles espèces de coquilles de France, suivi d’observations sur quelques autres. In: Revue Zoologique par La Société Cuvierienne. Band 6, 1843, S. 5–12 (biodiversitylibrary.org).
- Catalogue déscriptif de plusieurs nouvelles espèces de coquilles de France, suivi d’observations sur quelques autres. In: Revue Zoologique par La Société Cuvierienne. Band 6, 1843, S. 104–112 (biodiversitylibrary.org).
- Monographie du Genre Poronie – Poronia, Cardium species, Montagui – Kellia species, Turton bivales d'Angleterre. In: Revue Zoologique par La Société Cuvierienne. Band 6, 1843, S. 166–176 (biodiversitylibrary.org).
- Catalogue déscriptif de plusieurs nouvelles espèces de coquilles des mers de la France, etc. In: Revue Zoologique par La Société Cuvierienne. Band 6, 1843, S. 257–261 (biodiversitylibrary.org).
- Description des de coquilles nouvelles. In: Revue Zoologique par La Société Cuvierienne. Band 6, 1843, S. 261 (biodiversitylibrary.org).
- Lettre. In: Revue Zoologique par La Société Cuvierienne. Band 6, 1843, S. 288 (biodiversitylibrary.org).
- Monographie du Genre Syndosmya, et examen des genres Ligule, Abra et Amphydesme. In: Revue Zoologique par La Société Cuvierienne. Band 6, 1843, S. 292–299 (biodiversitylibrary.org).
- Monographie du Genre Syndosmya. In: Revue Zoologique par La Société Cuvierienne. Band 6, 1843, S. 359–369 (biodiversitylibrary.org).
- G. Lucine. Lucina. Lamarck. L. crétée. L. cristata Récluz. In: Magasin de zoologie, d'anatomie comparée et de palaeontologie, recueil destiné à faciliter aux Zoologistes des tous les pays les moyens de publier leur traveaux, les espèces nouvelles qu'ils possèdent, et les tenir surtout au courant des nouvelles découvertes et des progrès de la science (= 2 Mollusques). Band 5, 1843, S. 1–2 (biodiversitylibrary.org).
- C. Cone. Conus. Linné. C. de Delessert. C. delessertii Récluz. In: Magasin de zoologie, d'anatomie comparée et de palaeontologie, recueil destiné à faciliter aux Zoologistes des tous les pays les moyens de publier leur traveaux, les espèces nouvelles qu'ils possèdent, et les tenir surtout au courant des nouvelles découvertes et des progrès de la science (= 2 Mollusques). Band 5, 1843, S. 1–2 (biodiversitylibrary.org).
- G. Cyclostome. Cyclostoma. Lamarck. C. Naticoide. C. naticoides. In: Magasin de zoologie, d'anatomie comparée et de palaeontologie, recueil destiné à faciliter aux Zoologistes des tous les pays les moyens de publier leur traveaux, les espèces nouvelles qu'ils possèdent, et les tenir surtout au courant des nouvelles découvertes et des progrès de la science (= 2 Mollusques). Band 5, 1843, S. 1–2 (biodiversitylibrary.org).
- G. Cyclostome. Cyclostoma. Lamarck. C. Clasthatue. C. Clasthratula. Récluz. In: Magasin de zoologie, d'anatomie comparée et de palaeontologie, recueil destiné à faciliter aux Zoologistes des tous les pays les moyens de publier leur traveaux, les espèces nouvelles qu'ils possèdent, et les tenir surtout au courant des nouvelles découvertes et des progrès de la science (= 2 Mollusques). Band 5, 1843, S. 1–2 (biodiversitylibrary.org).
- G. Pupa. Pupa. Lamarck. P. Sillonée. C. arata. Récluz. In: Magasin de zoologie, d'anatomie comparée et de palaeontologie, recueil destiné à faciliter aux Zoologistes des tous les pays les moyens de publier leur traveaux, les espèces nouvelles qu'ils possèdent, et les tenir surtout au courant des nouvelles découvertes et des progrès de la science (= 2 Mollusques). Band 5, 1843, S. 1–2 (biodiversitylibrary.org).
- G. Pupa. Pupa. Lamarck. P. de Jehenne. P. jehennei. Récluz. In: Magasin de zoologie, d'anatomie comparée et de palaeontologie, recueil destiné à faciliter aux Zoologistes des tous les pays les moyens de publier leur traveaux, les espèces nouvelles qu'ils possèdent, et les tenir surtout au courant des nouvelles découvertes et des progrès de la science (= 2 Mollusques). Band 5, 1843, S. 1 (biodiversitylibrary.org).
- G. Castalie. Castalia. Lamarck. C. de Dupré. P. duprei. Récluz. In: Magasin de zoologie, d'anatomie comparée et de palaeontologie, recueil destiné à faciliter aux Zoologistes des tous les pays les moyens de publier leur traveaux, les espèces nouvelles qu'ils possèdent, et les tenir surtout au courant des nouvelles découvertes et des progrès de la science (= 2 Mollusques). Band 5, 1843, S. 1–2 (biodiversitylibrary.org).
- Monographie du genre Narica. In: Revue Zoologique par La Société Cuvierienne. Band 7, 1844, S. 4–8 (biodiversitylibrary.org).
- Monographie du genre Narica. In: Revue Zoologique par La Société Cuvierienne. Band 7, 1844, S. 47–48 (biodiversitylibrary.org).
- Monographie du genre Narica. In: L’Écho Du Monde Savant. Band 11, Nr. 13, 1844, S. 299–301 (biodiversitylibrary.org).
- Monographie du genre Narica (Deuxième article). In: L’Écho Du Monde Savant. Band 11, Nr. 14, 1844, S. 321–322 (biodiversitylibrary.org).
- Description de trois coquilles universal provenant des îles Philippines. In: Revue Zoologique par La Société Cuvierienne. Band 7, 1844, S. 48–49 (biodiversitylibrary.org).
- Monographie du genre Ervilia de Turton. In: Revue Zoologique par La Société Cuvierienne. Band 7, 1844, S. 85–86 (biodiversitylibrary.org).
- Essai sur les Mollusques terrestres et fluviatiles, et leurs coquilles vivantes et fossiles, di département de Gers, par M. l'abbé D. Dupuy, professeur d'histoire naturelles au petit séminaire d'Auch. (Broch. grand in-8o, figures, 1843, Paris, Libr. de Loss, rue de la Harpe). In: Revue Zoologique par La Société Cuvierienne. Band 7, 1844, S. 189–197 (biodiversitylibrary.org).
- Description de plusieures espèces nouvelles de coquilles de la France, et observation de plusieus autres. In: Revue Zoologique par La Société Cuvierienne. Band 7, 1844, S. 246–253 (biodiversitylibrary.org).
- Prodrome d’une monographie du genre Erycine. In: Revue Zoologique par La Société Cuvierienne. Band 7, 1844, S. 291–299 (biodiversitylibrary.org).
- Description de plusieures espèces nouvelles de coquilles de la France, et observation de plusieus autres. In: Revue Zoologique par La Société Cuvierienne. Band 7, 1844, S. 299–302 (biodiversitylibrary.org).
- Prodrome d’une monographie du genre Erycine. In: Revue Zoologique par La Société Cuvierienne. Band 7, 1844, S. 325–336 (biodiversitylibrary.org).
- G. Turbinella. Lamarck. T. Philiberti. Récluz. In: Magasin de zoologie, d'anatomie comparée et de palaeontologie, recueil destiné à faciliter aux Zoologistes des tous les pays les moyens de publier leur traveaux, les espèces nouvelles qu'ils possèdent, et les tenir surtout au courant des nouvelles découvertes et des progrès de la science (= 2 Mollusques). Band 6, 1844, S. 1–2 (biodiversitylibrary.org).
- G. Fasciolaria. Lamarck. F. Antonii. Récluz. In: Magasin de zoologie, d'anatomie comparée et de palaeontologie, recueil destiné à faciliter aux Zoologistes des tous les pays les moyens de publier leur traveaux, les espèces nouvelles qu'ils possèdent, et les tenir surtout au courant des nouvelles découvertes et des progrès de la science (= 2 Mollusques). Band 6, 1844, S. 1–2 (biodiversitylibrary.org).
- Monographie du Genre Ervilia de Turton. In: Magasin de zoologie, d'anatomie comparée et de palaeontologie, recueil destiné à faciliter aux Zoologistes des tous les pays les moyens de publier leur traveaux, les espèces nouvelles qu'ils possèdent, et les tenir surtout au courant des nouvelles découvertes et des progrès de la science (= 2 Mollusques). Band 6, 1844, S. 1–23 (biodiversitylibrary.org).
- G. Turbinella. Lamarck. T. Tessellata. Récluz. In: Magasin de zoologie, d'anatomie comparée et de palaeontologie, recueil destiné à faciliter aux Zoologistes des tous les pays les moyens de publier leur traveaux, les espèces nouvelles qu'ils possèdent, et les tenir surtout au courant des nouvelles découvertes et des progrès de la science (= 2 Mollusques). Band 6, 1844, S. 1–2 (biodiversitylibrary.org).
- Bibliotheques conchylioliques, par G. Chenu, docteur médicin, conservateur de la partie zoologique du cabinet M. le baron Benj. Delessert, (Paris, chez Franck, libraire, rue Richelieu no 69, 1845). In: Revue Zoologique par La Société Cuvierienne. Band 8, 1845, S. 254–258 (biodiversitylibrary.org).
- Description de Mollusques terrestre et fluviatiles du Portugal, par M. Arther Morelet 1, vol in 8o de 116 pages de text, avec 14 planches coloriées. Paris 1845. In: Revue Zoologique par La Société Cuvierienne. Band 8, 1845, S. 306–312 (biodiversitylibrary.org).
- Monographie du genre Ligula. In: Revue Zoologique par La Société Cuvierienne. Band 8, 1845, S. 407–417 (biodiversitylibrary.org).
- G. Erycina. Lamarck. P. franciscana. In: Magasin de zoologie, d'anatomie comparée et de palaeontologie, recueil destiné à faciliter aux Zoologistes des tous les pays les moyens de publier leur traveaux, les espèces nouvelles qu'ils possèdent, et les tenir surtout au courant des nouvelles découvertes et des progrès de la science (= 2 Mollusques). Band 7, 1845, S. 1–2 (biodiversitylibrary.org).
- G. Pecten. Linné. P. immaculatus. Récluz. In: Magasin de zoologie, d'anatomie comparée et de palaeontologie, recueil destiné à faciliter aux Zoologistes des tous les pays les moyens de publier leur traveaux, les espèces nouvelles qu'ils possèdent, et les tenir surtout au courant des nouvelles découvertes et des progrès de la science (= 2 Mollusques). Band 7, 1845, S. 1 (biodiversitylibrary.org).
- Monographie du genre Narica,. In: Magasin de zoologie, d'anatomie comparée et de palaeontologie, recueil destiné à faciliter aux Zoologistes des tous les pays les moyens de publier leur traveaux, les espèces nouvelles qu'ils possèdent, et les tenir surtout au courant des nouvelles découvertes et des progrès de la science (= 2 Mollusques). Band 7, 1845, S. 1–72 (biodiversitylibrary.org).
- G. Neaera. Gray. N. cuspidata. In: Magasin de zoologie, d'anatomie comparée et de palaeontologie, recueil destiné à faciliter aux Zoologistes des tous les pays les moyens de publier leur traveaux, les espèces nouvelles qu'ils possèdent, et les tenir surtout au courant des nouvelles découvertes et des progrès de la science (= 2 Mollusques). Band 7, 1845, S. 1–2 (biodiversitylibrary.org).
- Description de plusieurs Animaux mollusques bivales, soit nouveaux, soit incomplètement connus. In: Revue Zoologique par La Société Cuvierienne. Band 9, 1846, S. 8–12 (biodiversitylibrary.org).
- Description de plusieurs Animaux mollusques bivales, soit nouveaux, soit incomplètement connus. In: Revue Zoologique par La Société Cuvierienne. Band 9, 1846, S. 48–55 (biodiversitylibrary.org).
- Description de plusieurs Animaux mollusques bivales, soit nouveaux, soit incomplètement connus. In: Revue Zoologique par La Société Cuvierienne. Band 9, 1846, S. 146–151 (biodiversitylibrary.org).
- Description d'un nouveau genre de coquilles bivales nommé Tugonia. In: Revue Zoologique par La Société Cuvierienne. Band 9, 1846, S. 168–177 (biodiversitylibrary.org).
- De la famille de Lithophages de Lamarck et de genres qui la composent. In: Revue Zoologique par La Société Cuvierienne. Band 9, 1846, S. 405–425 (biodiversitylibrary.org).
- Description de plusieurs Animaux Mollusques Bivales, soit nouveaux, soit imparfaitement connus. In: Revue Zoologique par La Société Cuvierienne. Band 10, 1847, S. 336–343 (biodiversitylibrary.org).
- Description d'un nouveau genre de coquilles bivales nommé Septifère (Septifer). In: Revue Zoologique par La Société Cuvierienne. Band 11, 1848, S. 275–279 (biodiversitylibrary.org).
- Note sur le Baume noire, dit du Pérou (baume dit de Sansonate). In: Journal de chimie médicale, de pharmacie et de toxicologie et Revue des nouvelles scientifiques nationales et étrangères, par les membres de la Société de Chimie médicale (= 3). Band 5, 1849, S. 595–597 (gallica.bnf.fr).
- Description quelques nouvelles espéces de coquilles. In: Revue et magasin de zoologie pure et appliquée (= 2). Band 1, 1849, S. 64–71 (biodiversitylibrary.org).
- Description d'un nouveau genre de coquilles bivale nommé Septifère. In: Revue et magasin de zoologie pure et appliquée (= 2). Band 1, 1849, S. 117–137 (biodiversitylibrary.org).
- Description de l'animal du Tugonia Tugon, Nobis (le Tugon, Adanson, Sénegal, Coq. vol. 1, p. 263, pl. 19, g. I, f. 2), et comparison de ce mollusque avec celui de Anatines et des Myes. In: Revue et magasin de zoologie pure et appliquée (= 2). Band 1, 1849, S. 391–406 (biodiversitylibrary.org).
- Description d'une nouvelles espèces d'Anodonte (découverte par M. Guillain). In: Journal de conchyliologie. Band 1, 1850, S. 55–56 (biodiversitylibrary.org).
- Des Néritines, section de Crépidiformes (sandaliformes; Mitrulae, Menke, Synop. moll. 1830). In: Journal de conchyliologie. Band 1, 1850, S. 58–72 (biodiversitylibrary.org).
- Note sur l'huile de Géranium à odeur de rose (Pelargonium odoratissimum). In: Journal de chimie médicale, de pharmacie et de toxicologie et Revue des nouvelles scientifiques nationales et étrangères, par les membres de la Société de Chimie médicale (= 3). Band 7, 1851, S. 657–658 (gallica.bnf.fr).
- Description d'une Natice nouvelle. In: Journal de conchyliologie. Band 2, 1851, S. 87–88 (biodiversitylibrary.org).
- Terminologie. De la Spire des coquilles univalves, appelées Sprivalves. In: Journal de conchyliologie. Band 2, 1851, S. 88–102 (biodiversitylibrary.org).
- Catalogue des espèces du genre Sigaret (Sigaretus, LK.). In: Journal de conchyliologie. Band 2, 1851, S. 163–191 (biodiversitylibrary.org).
- Description de quelques coquilles nouvelles. In: Journal de conchyliologie. Band 2, 1851, S. 194–216 (biodiversitylibrary.org).
- Notice sur la Natica canrena des auteurs. In: Journal de conchyliologie. Band 2, 1851, S. 251–254 (biodiversitylibrary.org).
- Description de coquilles nouvelles. In: Journal de conchyliologie. Band 2, 1851, S. 256–259 (biodiversitylibrary.org).
- Terminologie: article Ouverture. In: Journal de conchyliologie. Band 2, 1851, S. 304–313 (biodiversitylibrary.org).
- Description de coquilles nouvelles. In: Journal de conchyliologie. Band 2, 1851, S. 361–365 (biodiversitylibrary.org).
- Description d'une nouvelle du genre Moule (Mytilus), Lin. In: Journal de conchyliologie. Band 3, 1852, S. 159–160 (biodiversitylibrary.org).
- Description d'une nouvelle espèce de Troque. In: Journal de conchyliologie. Band 3, 1852, S. 166–167 (biodiversitylibrary.org).
- Description de Natices nouvelle, et notice sur quelques espèces du même genre. In: Journal de conchyliologie. Band 3, 1852, S. 168–173 (biodiversitylibrary.org).
- Description de coquilles nouvelles. In: Journal de conchyliologie. Band 3, 1852, S. 249–256 (biodiversitylibrary.org).
- Recensements des Nérites (sous-genre Néritine), de la France continentale. In: Journal de conchyliologie. Band 3, 1852, S. 282–298 (biodiversitylibrary.org).
- Description de coquilles nouvelles. In: Journal de conchyliologie. Band 4, 1853, S. 49–54 (biodiversitylibrary.org).
- Observation relative au Mytilus subdistortus. précédemment décrit dans la Journal de Conchyologie. In: Journal de conchyliologie. Band 4, 1853, S. 85 (biodiversitylibrary.org).
- Description de coquilles nouvelles (G. Pecten, Telina et Natica). In: Journal de conchyliologie. Band 4, 1853, S. 152–156 (biodiversitylibrary.org).
- Description de coquilles nouvelles (Genres Turbo, Triton et Mitra). In: Journal de conchyliologie. Band 4, 1853, S. 245–249 (biodiversitylibrary.org).
- Description d'une nouvelle espèces du genre Cyrena. In: Journal de conchyliologie. Band 4, 1853, S. 251–253 (biodiversitylibrary.org).
- Description de quelques Nértes et d'une Natice. In: Journal de conchyliologie. Band 4, 1853, S. 317–320 (biodiversitylibrary.org).
- Histoire de G. Natice (Nartica, Adanson). In: Journal de conchyliologie (= 2). Band 1, 1856, S. 43–64 (biodiversitylibrary.org).
- Lettre de M. C. Récluz (Correspondant) à M. Ch. des Moullins sur la Révision de quelques espèces de Pleurotomes, publiée en 1842 dans le T. XII des Actes de la Société linnéenne de Bordeaux (Extrait). In: Actes de la Société linnéenne de Bordeaux (= 3). Band 1, 1856, S. 535–542 (biodiversitylibrary.org).
- Note sur la famille de Lithophages de Lamarck. In: Journal de conchyliologie (= 2). Band 2, 1857, S. 15–24 (biodiversitylibrary.org).
- Description d'une nouvelle espèce de Kellia des côtes de France et de son Mollusque. In: Journal de conchyliologie (= 2). Band 2, 1857, S. 340–347 (biodiversitylibrary.org).
- Note sur une jeune Natice. In: Actes de la Société linnéenne de Bordeaux (= 3). Band 2, 1858, S. 218–219 (biodiversitylibrary.org).
- Des anomalies chez les Mollusques. In: Journal de conchyliologie (= 2). Band 3, März 1859, S. 209–225 (biodiversitylibrary.org – 1858).
- Sur la place que doivent occuper dans la méthode les genres Solemye, Vénéricardes et Leda. In: Journal de conchyliologie (= 3). Band 2, 1. April 1862, S. 109–124 (biodiversitylibrary.org – 1858).
- Observations sur le genre Fossar (Fossarus). In: Journal de conchyliologie (= 3). Band 4, 1864, S. 247–281 (biodiversitylibrary.org).
- Description du Genre Calcaraea, Calcaraea. In: Revue et magasin de zoologie pure et appliquée (= 2). Band 20, 1868, S. 53–54 (biodiversitylibrary.org).
- Mélanges Malacologiques. In: Actes de la Société linnéenne de Bordeaux (= 3). Band 7, 1869, S. 29–67 (biodiversitylibrary.org – 1869–1872).